# Die Artisten in der Zirkuskuppel: ratlos
Die Artisten in der Zirkuskuppel: ratlos is een West-Duitse dramafilm uit 1968 onder regie van Alexander Kluge. Hij won met deze film de Gouden Leeuw op het filmfestival van Venetië.

## Verhaal
Leni Peickert is de dochter van een overleden circusartiest. Ze wil nu zelf een alternatief circus oprichten. Haar eerste pogingen mislukken en ze raakt in financiële nood. Dan overlijdt haar rijke vriend Gitti Bornemann. Ineens beschikt ze over voldoende middelen om haar plannen uit te voeren.

## Rolverdeling
| Acteur                | Personage         |
| --------------------- | ----------------- |
| Hannelore Hoger       | Leni Peickert     |
| Sigi Graue            | Manfred Peickert  |
| Alfred Edel           | Dr. Busch         |
| Bernd Höltz           | Von Lütow         |
| Eva Oertel            | Gitti Bornemann   |
| Kurt Jürgens          | Mackensen         |
| Gilbert Houcke        | Houke             |
| Wanda Bronska-Pampuch | Mevrouw Saizewa   |
| Herr Jobst            | Impresario        |
| Hans-Ludger Schneider | Korti             |
| Klaus Schwarzkopf     | Gerloff           |
| Nils von der Heyde    | Arbogast          |
| Marie Luise Dutoit    | Schweiter Aristin |
| Peter Staimmer        | Perry Woodcock    |
| Theodor Hoffa         | Man met monocle   |